# Godfred Hansen Ø
Godfred Hansen Ø är en ö i Tunu på Grönland. Dess yta är 115 km2. Den hade inga invånare år 2005.